# Drapeau de l'Empire britannique

Un drapeau de l'Empire survivant d'une collection des.

Au début des années 1900, de nombreux appels ont été lancés à l'Empire britannique pour qu'il adopte un nouveau drapeau représentatif de tous ses dominions, colonies de la Couronne, protectorats et territoires. Un tel rôle était déjà rempli par l'Union Jack du Royaume-Uni, mais certaines régions de l'Empire commençaient à développer des identités nationales distinctes qui ne semblaient plus correctement mises en valeur par ce seul drapeau. Par exemple, après avoir atteint l'autonomie gouvernementale, le Canada a utilisé le Red Ensign canadien comme drapeau pour se représenter sur la scène internationale. D'autres régions comme l'Australie, la Nouvelle-Zélande et l'Afrique du Sud ont également commencé à utiliser des drapeaux similaires à mesure qu'elles gagnaient en autonomie. Même si l'Union Jack dans le canton de ces drapeaux était une inclusion naturelle pour leurs colons principalement britanniques, qui considéraient le Royaume-Uni comme leur patrie, certains pensaient que le statut croissant de toutes ces nouvelles nations méritait d'être souligné dans certains formulaire. Cela a conduit à la création de l'Empire, qui ont été utilisés du début du règne de George V jusqu'à la fin de la Seconde Guerre mondiale.

## Opinions de l'utilisation de l'Union Jack

### Drapeau des îles britanniques

LUnion Jack a été utilisé dans les colonies en partie à cause du manque de drapeaux locaux.

Ce qui rendait l'Empire britannique unique parmi ses contemporains, c'était qu'il ressemblait à une association de nations plutôt qu'à un État hautement centralisé. Les lois et institutions de chaque territoire constitutif ne reconnaissaient pas nécessairement l'existence d'un empire plus vaste. Il a été souligné lors d'une série de conférences en 1914 sur la gouvernance de l'Empire britannique sur le King's College de Londres qu'il n'y avait pas de monnaie commune en circulation, d'enregistrement de l'état civil ou de processus de naturalisation. L'Union Jack ne fonctionnait pas non plus comme un véritable drapeau de l'Empire au sens de la loi. Chacun des territoires de l'Empire était simplement la possession d'un monarque commun. Malgré la suprématie législative du Royaume-Uni, les opinions coloniales s'orientaient vers la recherche de l'égalité institutionnelle tout en reconnaissant une existence partagée sous la Couronne.

#### Opinions canadiennes
En 1913, un article publié par le Windsor Star au Canada reconnaissait l'Union Jack comme un drapeau de l'Empire, avec la réserve qu'il ne pouvait pas nécessairement représenter adéquatement certaines nationalités. L'auteur a décrit « leur mécontentement face au manque de patriotisme affiché au Canada et combien préféreraient passer des vacances à Londres plutôt que d'explorer leur propre pays ». Il voyait l'intérêt d'introduire des exercices de drapeaux et d'autres cérémonies patriotiques pour intéresser les écoliers à leur maison, mais pas s'ils utilisaient l'Union Jack. L'article se terminait par un appel en faveur d'un drapeau canadien distinct afin de développer un sentiment d'unité nationale.
Un article paru en Australie en 1924 déclarait que l'idée selon laquelle il existerait un drapeau de l'Empire britannique était une idée fausse. Le drapeau a été souligné comme étant conçu spécifiquement pour le Royaume-Uni et que son utilisation ailleurs était très restreinte. Même le gouverneur général d'un dominion ne pouvait pas arborer le drapeau dans le dégrader avec son emblème. Les membres de l'armée australienne devaient défigurer l'Union Jack s'il faisait partie des couleurs de leur régiment, et la Royal Australian Navy ne pouvait pas non plus l'utiliser. Les soldats de l'armée britannique auraient eu le privilège de retirer l'Union Jack partout où il volait de manière inappropriée, mais cela n'a jamais été exercé. L'article encourageait ensuite les australiens à utiliser leur propre drapeau, car c'était « un acte de grâce et d'amour » de la part du monarque de leur en avoir fourni un unique. Il a fait valoir que ce n'était pas un acte de manque de respect que de le faire flotter à la place de l'Union Jack alors qu'il était déjà inclus dans la conception.
Les Native Sons of Canada (en) ont renouvelé leurs revendications en faveur d'un drapeau canadien vers 1932 et ont tenu de nombreuses discussions sur la question lors de leurs congrès depuis 1925. CM Woodworth, vice-président de l'organisation, estimait qu'il était inacceptable que le Canada continue de faire flotter l'Union Jack alors que d'autres pays comme l'Irlande et l'Afrique du Sud réduisaient l'Union Jack à un symbole ne pouvant représenter que le Royaume-Uni et que le Canada devait suivre leur exemple en adoptant son propre design distinct. Le Red Ensign canadien n'a pas été considéré comme suffisant, car il ne s'agissait pas nécessairement d'un drapeau légal. Son utilisation en mer n'était approuvée que comme enseigne civile, et le Canada reconnaissait seul l'Union Jack à quelque titre officiel. Cela a laissé le Canada comme le seul dominion à ne pas avoir de drapeau unique reconnu par la loi. L'absence de drapeau devenait également problématique, puisque Woodworth remarqua que certains québécois avaient commencé à arborer le drapeau tricolore français après une visite de leur marine. Un fort soutien en faveur d'un nouveau drapeau en Ontario et au Québec a été cité, mais il a été noté qu'un obstacle majeur était le choix du dessin. La seule chose sur laquelle la plupart pouvait s'entendre était l'inclusion d'une feuille d'érable. Vers la fin de l'article, il est mentionné que Woodworth a retenu son opinion sur la création d'un drapeau de l'Empire.

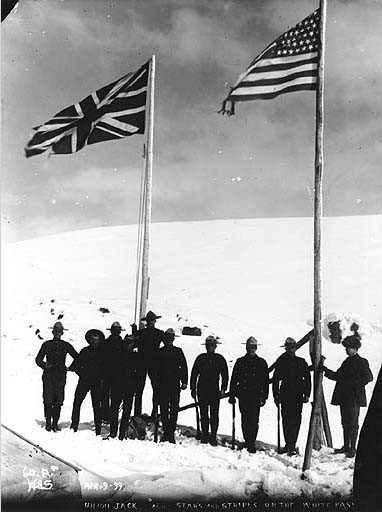
LUnion Jack à la frontière de l'Alaska et de la Colombie-Britannique en 1899.

En 1939, le premier ministre William Lyon Mackenzie King et Richard Bedford Bennett, chef de l'opposition, appuyèrent une proposition faite à la Chambre des communes concernant un drapeau canadien distinct comme ceux déjà adoptés par les autres dominions. Cette proposition a été initialement proposée par Cameron McIntosh (en), un député libéral de Saskatchewan, qui réclamait la création d'un comité chargé d'enquêter sur la question. Thomas Langton Church (en), Frederick Cronyn Betts et John Ritchie MacNicol (en) des conservateurs s'y opposèrent au motif qu'un drapeau pourrait éroder l'unité impériale. Cependant, Bennett a estimé que cette préoccupation n'était pas fondée après avoir visité les autres dominions et constaté que les liens solides avec le Royaume-Uni étaient encore clairement visibles, même si l'Union Jack n'était pas aussi largement utilisée qu'au Canada. Mackenzie King a abordé son argument en faveur du changement sous un angle historique. Il a passé en revue l'histoire de l'évolution de l'Union Jack et comment il a changé pour refléter la réalité politique des îles britanniques. Il n'est devenu le drapeau de l'Empire qu'en 1801 et n'a pas changé depuis l'émergence imprévue des dominions plus tard au cours du siècle. L'Union Jack a obtenu un statut officiel au Canada sur l'instance du secrétaire d'État aux Colonies, mais son rôle dans le pays a été aboli à mesure que les dominions gagnaient en autonomie. Aux yeux de Mackenzie King, la situation avait alors complètement changé. Il a ensuite souligné d'autres questions pratiques. Il s'agissait notamment de ne pas avoir de drapeau unique à utiliser dans les légations à l'étranger, sur les monuments aux morts où les soldats canadiens tombés au combat ne pouvaient pas être mis en valeur parmi les autres forces impériales, et lors d'événements internationaux tels que les Jeux olympiques. Le Canada avait également du mal à se démarquer en tant que royaume distinct de l'Empire britannique s'il continuait à utiliser l'Union Jack.

#### Opinions australiennes
Un article paru en Australie en 1924 déclarait que l'idée selon laquelle il existait un drapeau de l'Empire britannique était une fausse idée. Le drapeau a été souligné comme étant conçu spécifiquement pour le Royaume-Uni et que son utilisation ailleurs était très restreinte. Même le gouverneur général d'un dominion ne pouvait pas arborer le drapeau sans le dégrader avec son emblème. Les membres de l'armée australienne devaient « défigurer » l'Union Jack s'il faisait partie des couleurs de leur régiment, et la Royal Australian Navy ne pouvait pas non plus l'utiliser. Les soldats de la British Army auraient eu le privilège de retirer l'Union Jack partout où il volait de manière inappropriée, mais cela n'a jamais été exercé. L'article encourageait ensuite les australiens à utiliser leur propre drapeau, car c'était « un acte de grâce et d'amour » de la part du monarque de leur en avoir fourni un. Il a fait valoir que ce n'était pas un acte de manque de respect que de le faire flotter à la place de l'Union Jack alors qu'il était déjà inclus dans la conception.
Il y avait une opinion légèrement différente dans un article de 1926 paru dans l'hebdomadaire The Southern Cross (en). Il a fait valoir que l'Union Jack était devenu un symbole obsolète depuis la création de l'État libre d'Irlande. De plus, il se demandait pourquoi les dominions reconnaissaient le Royaume-Uni dans leurs drapeaux via l'Union Jack sans aucune réciprocité. Maxwell Garnett (en), secrétaire général de la League of Nations Union (en), a suggéré de modifier l'étendard royal du Royaume-Uni pour inclure les symboles du dominion comme solution possible à ce problème.

Armoiries du Canada, de l'Australie et de la Nouvelle-Zélande sur une bannière unifiée.

Un autre article publié à peu près à la même époque dans le Southern Highland News (en) indiquait que certains australiens commençaient à considérer l'Union Jack comme un symbole étranger. L'auteur a parlé d'un homme qui considérait l'Union Jack comme le symbole d'une Angleterre, d'une Écosse et d'une Irlande unies plutôt que de l'ensemble de l'Empire britannique. Il s'est demandé si l'homme avait honte de vivre sous l'Union Jack et a souhaité que tous les habitants du pays oublient leur passé et profitent des privilèges qui leur sont accordés en tant qu'australiens. Ce qui suivit dans le texte était une réfutation, affirmant que les australiens ne considéraient par l'Union Jack comme un drapeau de servitude. Néanmoins, l'auteur continuait de soutenir ceux qui choisissaient d'arborer lui-même le drapeau australien, car il s'agissait en soi d'un privilège accordé par les britanniques.

#### Opinions sud-africaines
Les observations selon lesquelles l'Union Jack n'était pas représentatif de l'Empire tout entier ont reçu le soutien du premier ministre James B. Hertzog d'union d'Afrique du Sud plus tard en 1926, lorsque son gouvernement envisageait un nouveau drapeau national. Il pensait que l'Union Jack n'était arboré que dans les dominions en raison d'un précédent historique et qu'il ne s'agissait en réalité que du drapeau du Royaume-Uni. Au moment de ces remarques, Hertzog semblait suggérer que l'incorporation de l'Union Jack dans le nouveau drapeau sud-africain n'était pas envisagée. Cependant, il a tout de même déclaré qu'il visait à maintenir de bonnes relations avec le reste de l'Empire et que tout élément de design sur le nouveau drapeau faisant référence aux relations étroites qu'il entretient avec l'Afrique du Sud serait probablement accueilli favorablement par le gouvernement. Malgré cela, de nombreux modèles à l'étude ont fini par ne comporter aucun symbole de l'Empire au sens large ou de l'Union Jack, certains choisissant plutôt de faire des références aux républiques boers.

### Drapeau de l'Empire britannique
La plus grande partie du soutien à l'Union Jack en tant que drapeau de l'Empire sans son ensemble est venue du Canada. Dès 1901, avant que les autres dominions n'adoptent des drapeaux nationaux, un article de l'Ottawa Journal (en) affirmait que les appels en faveur d'un drapeau canadien distinct resteraient une farce aussi longtemps que l'Empire subsisterait. C'était en réponse à un rapport du The Mail and Empire (en) sur l'adoption par l'Australie d'un drapeau national, explorant comment cela pourrait inspirer une démarche similaire au Canada. Cependant, même elle pensait que l'utilisation de l'Union Jack elle-même ne pouvait être remplacée. Tout drapeau adopté par le Canada n'était généralement proposé que comme quelque chose pouvant flotter aux côtés de l'Union Jack pour représenter spécifiquement le peuple canadien. Dans le cas contraire, on craignait que la signification de l'Union Jack ne s'affaiblisse dans le pays et qu'un symbole clé de l'unité avec le Royaume-Uni ne soit perdu.
En 1921, la section de Vancouver de la Royal Society of St George (en) a célébré l'annonce faite par le maire Robert Henry Otley Gale (en) selon laquelle l'Union Jack flotterait sur tous les édifices publics de la ville pour la Saint Georges. Ils le considéraient comme un drapeau de l'Empire sous lequel les canadiens pouvaient partager toutes les réalisations de leurs concitoyens britanniques. Certains événements comme le raid sur Zeebruges et la bataille de Trafalgar ont été soulignés par la société comme des moments dont tous les canadiens peuvent être fiers. Ils encouragent également la célébration d'autres événements comme la Saint-André pour les écossais, la Saint-Patrick pour les irlandais ou la fête du Canada pour les canadiens. Chacune de ces journées était considérée comme une partie importante du patrimoine de chacun dans le pays et représentait un avenir commun pour tous les peuples qu'elles représentent sous l'Union Jack dans son rôle de drapeau de l'Empire.
Aux Jeux de l'Empire britannique de 1934 à Londres, les athlètes de toutes les nations participantes ont défilé derrière leurs propres drapeaux nationaux lors du défilé de la cérémonie d'ouverture. Cependant, un seul porte-drapeau portant l'Union Jack les conduisait à l'entrée du stade. Cela symbolisait l'appartenance de tous les participants à l'Empire britannique. Un serment d'allégeance au roi et au serment d'esprit sportif étaient également prononcés sur le drapeau.
À leur arrivée à Londres pour la conférence impériale de 1937 (en), les ministres représentant le Canada ont le Canada ont été accueillis par des voitures fournies par le gouvernement britannique arborant les Red Ensigns canadiens plutôt que l'Union Jack. Les britanniques croyaient qu'il s'agissait du drapeau officiel du Canada. Grant Dexter (en) du Winnipeg Free Press, a rapporté que les canadiens étaient quelque peu embarrassés par la situation puisqu'il s'agissait d'une rupture avec le protocole intérieur. Au Canada, le seul drapeau arborant sur les véhicules circulant sur terre était l'Union Jack. Les enseignes canadiennes n'étaient utilisées qu'en mer. Beaucoup au Royaume-Uni étaient perplexes devant le fait que le Canada, le dominion le plus ancien de l'Empire, ne disposait pas d'un drapeau officiel pour se représenter comme tous les autres. Dexter continuerait à écrire plus d'articles au cours de l'année concernant la gêne occasionnée par l'absence de drapeau canadien. Un autre rapportait que les britanniques considéraient l'Union Jack comme leur propre drapeau plutôt que comme celui de l'Empire tout entier, et qu'aucun d'entre eux n'aurait été offensé par le fait que le Canada veuille avoir le sien. Il ajoutait ensuite que les nombreux drapeaux des dominions étaient considérés avec fierté, car ils représentaient l'immensité de l'Empire plutôt que les ruptures de l'unité impériale. Cependant, certains au Canada ont adopté le point de vue opposé, ce qui a bloqué les efforts visant à envisager un drapeau national officiel. Un nouveau drapeau pour remplacer l'Union Jack n'était pas nécessairement quelque chose qui suscitait de vives émotions à l'époque.

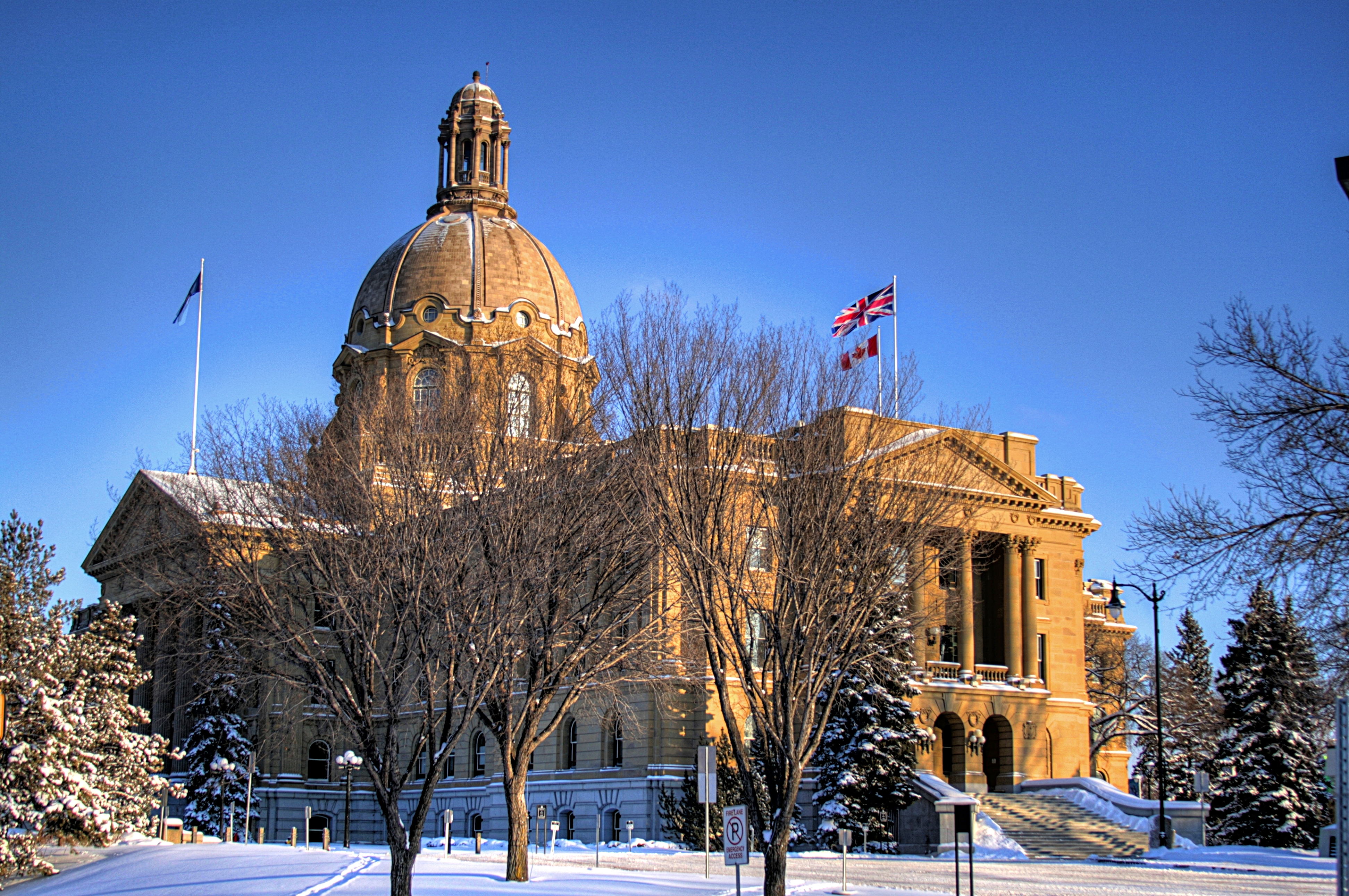
LUnion Jack vu voler au-dessus du bâtiment de l'assemblée législative de l'Alberta.

En 1946, le premier ministre Mackenzie King du Canada a donné des instructions pour que le Red Ensign canadien soit arboré sur tous les édifices publics plutôt que l'Union Jack afin de préparer l'adoption ultérieure d'un nouveau drapeau national. Cela a suscité une large controverse. William Duff (en), sénateur de Lunenburg, a envoyé un télégramme en signe de protestation. Il a fait valoir que l'Union Jack resterait approprié pour flotter aussi longtemps que le Canada continuerait de faire partie de l'Empire britannique, et qu'il serait préférable que le Red Ensign continue son rôle de drapeau civil. L'Union Jack a conservé son statut officiel dans le pays depuis d'adoption du l'Unifolié en 1965 et est arboré depuis tous les édifices gouvernementaux avec un mât disponible le jour du Commonwealth pour représenter une loyauté continue envers la Couronne. Certains législatures provinciales, comme celles de la Saskatchewan et de l'Alberta, continuent encore aujourd'hui de faire flotter l'Union Jack depuis leurs bâtiments. Il est également toujours présent comme élément de conception majeur dans les drapeaux provinciaux de l'Ontario, du Manitoba et de la Colombie-Britannique.

## Appels à un drapeau officiel pour l'Empire

### Proposition d'unité impériale de 1897
L'une des premières suggestions pour un nouveau drapeau représentant l'Empire britannique dans son intégralité aurait été faite dans un article du Western Morning News (en) de 1897. Un conseiller de la reine Victoria de l'une des colonies aurait suggéré la création d'un drapeau impérial commun pour garantir que chacun se sente comme appartenant au même régime politique, et cela devrait renforcer l'unité impériale. Le modèle proposé était un drapeau représentant des armoiries du Royaume-Uni, des colonies autonomes et du Raj britannique. Les réactions furent positives, mais certains ne savaient pas si cela unifierait véritablement l'Empire. La raison invoquée était que beaucoup s'étaient battus et étaient morts sous l'Union Flag au fil des années et qu'il aurait pu être difficile d'accepter un nouveau drapeau.

### Proposition d'étoile paraphée en 1900

Les quatre pointes de l'étoile représentant l'Amérique, l'Asie, l'Afrique et l'Australie.

Un correspondant de la Pall Mall Gazette du nom de Japhet avait créé un motif en étoile à utiliser sur un drapeau qui remplacerait l'Union Jack. L'étoile a quatre pointes, et chacune forme la lettre « A » avec des barres qui les traversent. Il était destiné à représenter les territoires d'outre-mer de l'Empire britannique situés en Amérique, en Asie, en Afrique et en Australie. Cette conception sera plus tard critiquée dans une lettre à la St James's Gazette (en). Il a été décrit comme étant davantage un drapeau colonial qu'impérial en raison de l'accent mis sur les territoires d'outre-mer. L'accent mis sur chaque continent a également été souligné comme une fausse prétention selon laquelle les britanniques contrôlaient l'intégralité de chacun d'entre eux. Certains territoires particulièrement importants pour l'Empire, comme l'Inde, n'auraient pas été mis en évidence correctement. Selon la critique, l'Inde méritait plus d'importance sur tout nouveau drapeau car elle élevait le statut de monarque à celui d'Empereur des Indes. De plus, quels que soient les territoires mis en avant, il s'agissait d'une conception incroyablement sensible aux changements des frontières de l'Empire. On ne savait pas exactement ce qui arriverait à l'étoile si une grande partie de l'Empire était soudainement perdue. Enfin, il a souligné que l'Europe n'avait aucune présence dans le projet, bien qu'elle abrite le siège de l'Empire et certaines autres possessions impériales.

Bosanquet souhaitait conserver le format actuel de l'Union Jack.
Parsons avait opté pour un format avec des symboles distincts pour chaque nation.

Deux modèles de drapeaux supplémentaires ont été décrits à côté de la même lettre par d'autres auteurs, et tous deux ont été réalisés en réponse à l'étoile de Japhet. Le premier fut une suggestion de Charles J. Bosanquet pour un Union Jack avec des trais d'or traversant ses quadrants. Ensemble, ils formaient un diamant, symbolisant les quatre parties de l'Empire que Japhet voulait mettre en valeur avec son étoile. Vient ensuite la proposition de J. Denham Parsons. Il plaçait les emblèmes de l'Angleterre, de l'Écosse, de l'Irlande, du Canada, de l'Australie, de l'Inde et de l'Afrique du Sud dans les quadrants de la croix de saint Georges. Il visait à imiter les symboles distincts du Royal Standard.

### Proposition du drapeau anglais de 1901

Le drapeau anglais a été utilisé à l'étranger depuis les premiers jours de l'Empire.

En 1901, William Laird Clowes (en) écrivit un article réclamant la création d'un drapeau impérial commun. Il a souligné que l'Empire avait plus d'une douzaine de drapeaux en usage à l'époque, mais qu'il y avait des cas où il serait souhaitable d'éviter les distinctions. On a fait valoir que dans les cas où l'Empire britannique devait être vu comme un tout, il serait préférable d'avoir un drapeau commun représentant tous ses sujets. Même si l'Union Jack remplissait déjà ce rôle, Laird Clowes estimait qu'il était trop souvent supplanté par d'autres drapeaux selon les situations. La Royal Navy avait le White Ensign, la réserve navale utilisait le Blue Ensign et la marine marchande utilisait le Red Ensign. Chaque colonie possédait également sa propre enseigne. Comme alternative, Laird Clowes a suggéré que la croix de saint Georges soit promue du drapeau de l'Angleterre à celui de l'ensemble de l'Empire britannique. Comme il s'agissait d'un drapeau anglais pendant une longue période de l'histoire, il suscitait un grand respect.

### Propositions d'armoiries impériales de 1901

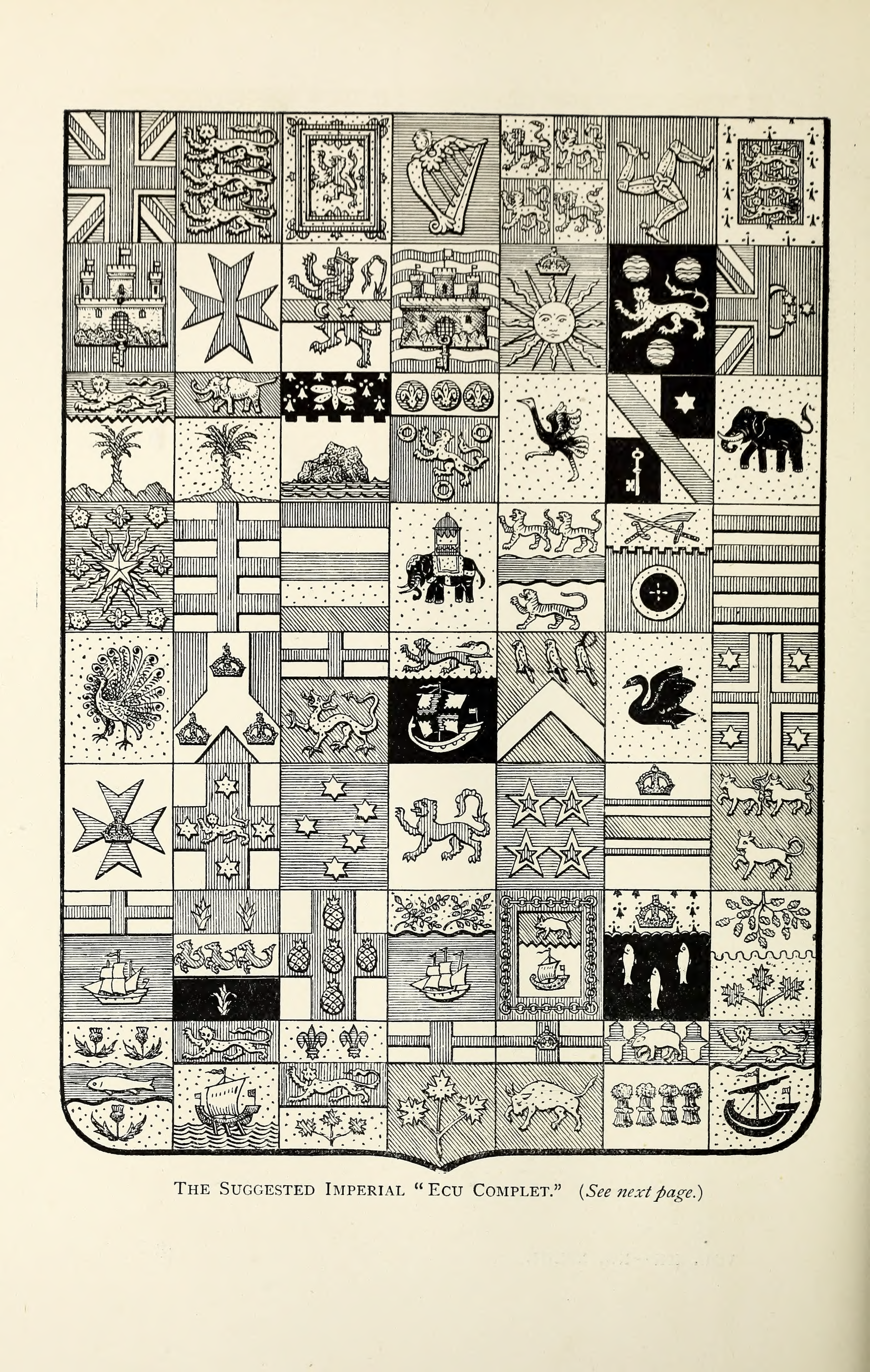
Le croquis original des armoiries que Chadwick a intitulé « Ecu Complet ».

Une proposition a été élaborée en 1900 par Edward Marion Chadwick, un éminent héraldiste canadien qui était à l'avant-garde de l'étude des armoiries dans le pays, visant à combiner les armoiries de tous les territoires de l'Empire britannique. En réponse à un défi lancé par le Genealogical Magazine, il conçut un blason de cinquante-six quartiers dans le style de l'insigne canadien. Les subdivisions de plus grands régimes politiques représentent une grande partie du nombre total. Par exemple, les provinces canadiennes sont toutes présentées séparément plutôt que comme une seule unité. Des pays comme le pays de Galles ont également été représentés, bien qu'ils soient généralement exclus des conceptions d'articles comme celui-ci. La plupart étaient directement basées sur des documents mis à disposition par Amirauté britannique, mais certaines auraient été si inadmissibles que Chadwick a pris sur lui de les redessiner. Certaines armoiries étaient de conception tout à fait unique dans des cas où il n'en existait pas, comme celles de Territoires du Nord-Ouest.

Chadwick a dû faire des compromis dans de nombreux domaines. Leurs armoiries africaines présentées sont conçues pour des régions entières, car de nombreuses colonies viennent d'y être établies. De plus, les armoiries indiennes représentaient un défi en raison des divisions politiques complexes qui existaient sur le sous-continent. De nombreux États princiers ont été laissés de côté, car Chadwick pensait qu'il ne pouvait pas représenter leur noblesse avec la grandeur nécessaire au sein d'armoiries combinées. Il y avait aussi la question de la représentation des différences dans les rangs nobles. Un maharaja régnant sur un million de sujets ne pouvait pas nécessairement être placé au même niveau qu'un raja qui en avait quelques milliers. Le résultat n'incluait pas autant de territoires de l'Empire britannique que Chadwick le souhaitait, et il détermina qu'il ne pouvait donc pas être officiellement adopté. Il a demandé aux lecteurs de soumettre des suggestions pour que les armoiries sud-africaines soient incluses à l'avenir, mais on ne sait pas s'il a continué à développer ce concept.

Le Canada a divisé les armes de ses provinces fondatrices à partir de 1868.
Chaque nouvelle province a vu ses armoiries ajoutées à l'insigne au fil du temps.

L'année suivante, en 1901, une proposition fut faite par un canadien écrivant à la St James's Gazette (en). Depuis la Confédération, le Canada utilisait les armoiries en quartiers de ses provinces fondatrices comme insigne national à utiliser sur les drapeaux. Il a été observé que l'entrée du Manitoba dans la fédération avait pour résultat que ses armes étaient ajoutées à l'insigne par les fabricants de drapeaux à travers le pays. L'article spéculait que la fédération de l'Australie aboutirait à la conception d'un drapeau similaire avec les armoiries de ses États et qu'une « évolution ininterrompue » d'emblèmes uniques provenant de toutes les colonies formeraient finalement un seul drapeau de l'Empire.

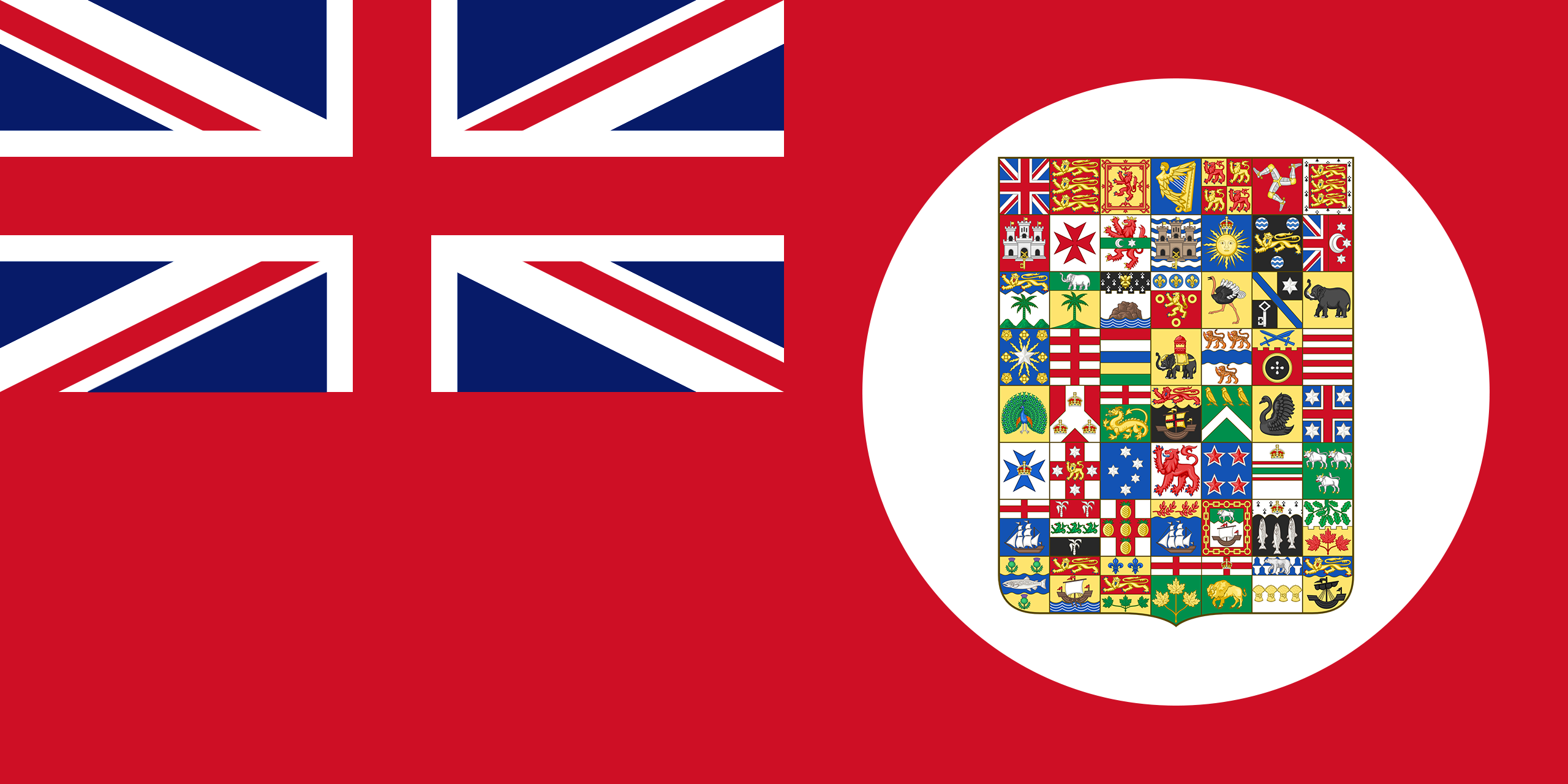
La proposition de la St James's Gazette avec les armoiries créées par Chadwick.

Il a été envisagé que le résultat final du drapeau proposé dans l'article serait similaire au design du Red Ensign canadien. L'Union Jack remplirait toujours le canton et l'insigne combiné de tous les territoires de l'Empire resterait à la volée. Chacune des armoiries des entités confédérées figurant sur l'insigne serait placée dans l'ordre de sa propre formation constitutionnelle. L'insigne lui-même serait placé sur un grand disque blanc, comme c'était habituellement le cas sur les enseignes britanniques, pour améliorer la visibilité du grand nombre d'armoiries en vedette. L'auteur a clairement indiqué que sa proposition de drapeau de l'Empire ne remplacerait jamais l'Union Jack, car celui-ci resterait toujours l'emblème universel britannique. Il pensait que les croix ne laissaient aucune place à l'ajout d'emblèmes supplémentaires et que la plupart des gens considéraient l'Union Jack trop sacré pour être modifié.

### Proposition duDaily Expressde 1902

La variante indienne du design de drapeau décrite par le Daily Express.

En 1902, le Daily Express rapportait que le nouveau roi Édouard VII acceptait des suggestions pour la conception d'un drapeau de l'Empire. C'était après que le prince et la princesse de Galles auraient reçu de nombreuses demandes pour un nouveau drapeau lors d'une tournée dans l'Empire l'année précédente. Un homme du nom de C. D. Bennett, identifié uniquement comme « le cousin d'un distingué gouverneur colonial «, avait présenté un projet. Ce qu'il proposa, c'était une croix de saint Georges pour représenter le peuple anglais, avec une couronne figurant dans le canton. Sous la couronne se trouverait un parchemin bleu portant une devise latine qui se traduirait par « L'empire sur lequel le soleil ne se couche jamais (en) ». Un grand soleil doré aurait dégradé le centre du drapeau pour renforcer davantage ce symbolisme. Le coin supérieur droit serait occupé par l'emblème unique du territoire dans lequel se trouve le drapeau. Par exemple, l'étoile de l'Inde (en) serait placée là pour représenter le Raj britannique lorsqu'il arborerait le drapeau dans sa juridiction.

Le design qui aurait probablement été transporté partout au Canada.
L'Australie utilisait des armoiries comme celles du drapeau Bowman avant 1908.

Des variantes canadiennes et australiennes avec leurs propres symboles ont également été mentionnées dans l'article. L'Australie n'avait pas d'armoiries à l'époque. Cependant, des armoiries non officielles similaires à celles du Bowman Flag ont été observées dans tout le pays avant la Fédération. On ne sait pas quel a été le verdict final sur la proposition globale. Cependant, certaines réactions du public ont pu être négative, malgré l'accueil positif revendiqué. Un australien, écrivant à The Age, a fait part de ses inquiétudes quant au fait que le drapeau avait enfreint les règles établies de l'héraldique anglaise (en) en plaçant un soleil d'or sur un fond argenté. Les deux couleurs sont considérées comme des métaux et il est généralement interdit de les placer l'un à côté de l'autre.

### Proposition avec l'idée d'une «race britannique» de 1905

Proposition du Newcastle Morning Herald and Miners' Advocate de 1905.

Un article de 1905 paru dans le Newcastle Herald (en) faisait la promotion de l'Union Jack comme drapeau parfait de « la race [britannique] ». L'Union Jack était unique par rapport aux drapeaux de la France, de l'Allemagne et de la Russie, qui partageaient tous des éléments de conceptions communs. De plus, il a été souligné qu'il n'était pas sujet à des changements constants comme le drapeau américain. L'auteur a décrit le design de Betsy Ross adopté pendant la guerre d'indépendance des États-Unis comme étant parfait, et l'ajout d'étoiles pour chaque nouvel État comme une sorte de « déclin de la pureté ». Cependant, il a continué en plaidant pour l'ajout de cinq étoiles sur l'Union Jack pour représenter les dominions en tant qu'unités intégrantes de l'Empire. Le Canada, l'Australie, la Nouvelle-Zélande et l'Afrique du Sud en auraient chacune. La cinquième étoile représenterait « les autres biens moins importants ».

### Autres propositions de drapeaux après 1910

Reconstitution du drapeau décrit par John Lavington Bonython en 1916.

Des appels de haut niveau ont été lancés en faveur d'un drapeau de l'Empire en 1910, mais les discussions à ce sujet ont été reportées jusqu'à la conférence impériale de 1911 (en). Cela n'a finalement pas été soulevé comme sujet, la majeure partie de la conférence étant axée sur la formation d'une fédération impériale. Le président de l'association des autochtones australiens (en) a appelé à un « véritable drapeau d'union de l'Empire » représentant les dominions en 1916. Il a estimé que cela était nécessaire car ils prenaient les armes pour se défendre les uns les autres au milieu de la Première Guerre mondiale. Cette proposition a également été soutenue par John Lavington Bonython (en), ancien maire d'Adélaïde. Lavington Bonython a comparé l'émergence des dominions à l'union de l'Angleterre, de l'Écosse et de l'Irlande. Ce qu'il demandait, c'était un petit ajout à l'Union Jack, comme une fine croix qui ne serait pas trop visible. Ces propositions ont été rejetées par les membres de l'association, car ils estimaient que l'Union Jack faisait déjà bien de représenter la majorité de la population d'origine britannique.
Reuters a fait circuler un article en 1916 selon lequel The Graphic avait préconisé l'adoption d'un drapeau impérial pour jouer le rôle de l'Union Jack. Un autre appel en faveur d'un drapeau de l'Empire fut lancé par le premier ministre William Massey de la Nouvelle-Zélande vers la fin de la Première Guerre mondiale en 1918. Lors d'un déjeuner avec Joseph Ward, Thomas Mackenzie et d'autres politiciens néo-zélandais éminents, Massey déplora les pertes qui avait été subi par les dominions. Il a dénoncé les allemands pour leur rôle dans leur naufrage du HMHS Llandovery Castle (en) et d'un navire à vapeur néo-zélandais. Après avoir exprimé le désir de continuer à se battre jusqu'à la chute de l'Empire allemand, Massey a déclaré que les dominions méritaient d'être représentés sur un drapeau aux côtés du Royaume-Uni en tant que partenaires égaux dans l'Empire.
Il a été rapporté en 1919 que l'Empire Day Movement Committee à Londres avait adopté une résolution exhortant les gouvernements de l'Empire à discuter de la création d'un nouveau drapeau. La résolution a été présentée par Godfrey Lagden (en), vice-président de la Royal Commonwealth Society (en), et appuyée par Edward Lucas (en), l'agent général (en) de l'Australie du Sud. Le drapeau serait hissé chaque jour de l'Empire dans les églises et les bâtiments publics en guise de remerciement. Le premier ministre David Lloyd George du Royaume-Uni a reconnu la résolution à la Chambre des communes et a même suggéré qu'un service similaire soit également organisé chaque jour du Souvenir. Plus tard, en 1921, il y eut des spéculations selon lesquelles la partition de l'Irlande entraînerait un changement dans l'Union Jack et une opportunité d'ajouter des symboles des dominions.

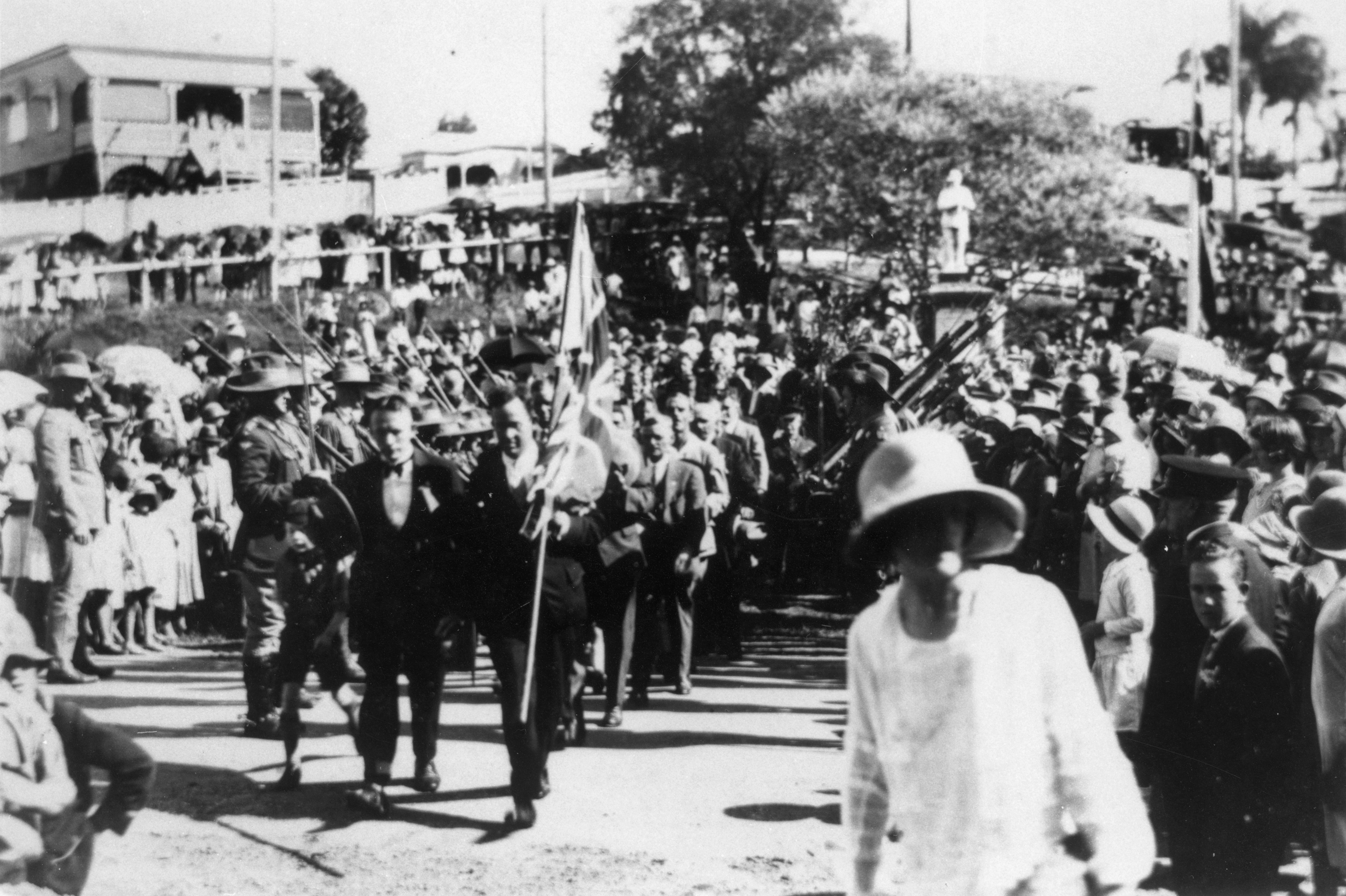
Défilé de l'ANZAC Day en 1922, dirigé par un porte-drapeau avec lUnion Jack

À l'occasion du dixième anniversaire de la journée de l'ANZAC en Australie, le Federal Capital Pioneer (en) a rapporté que le directeur de la Randwick Commercial Intermediate High School avait appelé à la création d'un drapeau officiel de l'Empire lors d'un discours devant environ 700 étudiants. Cela aurait symbolisé l'effort combiné entrepris par l'Empire pour convaincre l'Empire allemand. L'article relatant cette histoire soutenait la création de ce qu'il avait appelé un « drapeau de l'Union du Commonwealth ». Le « Commonwealth britannique des Nations » était déjà devenu un terme permettant de décrire collectivement les dominions à cette époque, ayant été inventé pour la première fois par Jan Smuts d'Afrique du Sud en 1917
En 1926, les efforts de l'Afrique du Sud pour trouver un nouveau drapeau national qui n'inclurait peut-être pas l'Union Jack dans le croquis ont suscité une controverse dans tout l'Empire. L'adoption d'un drapeau totalement unique a été considérée par certains comme une menace pour l'unité impériale, ce qui a donné lieu à des suggestions visant à reporter indéfiniment l'adoption de tout nouveau drapeau jusqu'à ce qu'un drapeau commun de l'Empire puisse être décidé par tous les dominions. Des efforts furent déployés purent régler la question lors de la prochaine conférence impériale. Aucune discussion n'a eu lieu au moment où l'Afrique du Sud a adopté son nouveau drapeau en 1928. Les Native Sons of Canada (en) ont ensuite fait pression pour la création d'un drapeau de l'Empire avant les Accords d'Ottawa, en 1932. James Cotton, un député de Toronto, a envoyé une lettre au premier ministre Bennett et à d'autres délégués leur suggérant d'essayer d'obtenir l'approbation de l'idée.

Drapeau du Commonwealth, adopté en 1976.

Des propositions pour un drapeau officiel de l'Empire ou du Commonwealth ont continué à être faites jusqu'en 1953. Keith Cameron Wilson (en), membre libéral de la Chambre des représentants australienne, a profité de l'heure des questions (en) pour demander au premier ministre Robert Menzies s'il envisagerait d'ajouter un symbole représentant les dominions et colonies à l'Union Jack avec ses homologues. Wilson avait indiqué qu'un drapeau de l'Empire pourrait être lié aux efforts visant à améliorer les relations avec le reste du Commonwealth. Un autre appel pour un drapeau serait venu de Durban, en Afrique du Sud, dans une lettre au rédacteur en chef publiée dans l'Ottawa Citizen en 1958. L'auteur a fait référence à la suggestion comme étant celle qui pourrait résoudre le « problème du drapeau » au Canada également. Chaque nation de l'Empire adopterait son propre drapeau national, et il détiendrait un statut co-officiel avec un drapeau de l'Empire pour ceux qui s'identifiaient encore principalement comme étant britanniques. Par conséquent, les gens auraient toujours un drapeau ou un autre auquel s'identifier. Le Commonwealth allait adopter un drapeau organisationnel en 1976, basé sur les fanions de voiture développés pour la réunion des chefs de gouvernement du Commonwealth de 1973 (en), tenue à Ottawa. Il comportait un globe doré entouré de nombreux fers de lance rayonnant à parti de celui-ci. Les lances ne vantent pas le nombre de membres, mais plutôt des nombreuses façons dont le Commonwealth collabore.

## Opposition à un drapeau pour l'Empire

De nombreux premiers drapeaux australiens s'écartaient des modèles britanniques standard.

Certains avaient un fort sentiment de loyauté envers l'Union Jack. Barlow Cumberland, l'auteur canadien d'un livre de 1897 relatant l'histoire de l'Union Jack, a reconnu la tendance australienne à créer de nombreux drapeaux locaux comme une forme de patriotisme. Cependant, il l'avait également décrit comme une mauvaise habitude qui ne faisait que promouvoir des idées séparatistes plutôt qu'une allégeance partagée à l'Empire. Les autorités coloniales avaient autorisé l'apposition de badges distinctifs sur les enseignes à des fins d'identification, mais ces drapeaux australiens supplémentaires étaient en retrait de ces directives. Barlow a soutenu que le Canada avait fait beaucoup mieux dans le développement des « idées nouvelles et impériales » en utilisant des modèles plus traditionnels, tels que les Red Ensign canadien, qui suivaient à la lettre les règles énoncées par les britanniques.
En 1902, après que le Daily Express ait diffusé des informations selon lesquelles le roi Édouard VII avait accepté des suggestions pour un drapeau de l'Empire, une chronique du Montreal Witness eut une réaction très négative. L'auteur a déclaré qu'« il ne pouvait y avoir de pire erreur dans la construction d'un empire que toute ingérence dans le drapeau ». Viennent ensuite des questions sur la question de savoir si le roi avait réellement accordé à quelqu'un une commande pour un nouveau drapeau et une description du dessin comme étant absurde. Ils étaient également sceptiques quant au fait que les colonies aient même voulu remplacer l'Union Jack. Selon l'auteur, si l'Union Jack représentait les britanniques, alors il servait également d'emblème suffisant pour le reste de l'Empire puisque les colonies engendrées en descendaient. L'auteur avait conclu qu'il serait préférable de continuer la pratique consistant simplement à permettre à chaque territoire de l'Empire d'arborer des enseignes dégradées avec leurs propres symboles.
Daniel François Malan, ministre sud-africain à l'avant-garde de la campagne de 1926 pour le changement de drapeau national, estimait qu'un drapeau impérial n'était pas nécessaire. Selon lui, l'Empire britannique a cessé d'exister une fois que les dominions ont obtenu le contrôle de leur politique étrangère et que l'Afrique du Sud n'avait même plus besoin de déclarer sa neutralité si les britanniques devaient continuer à entrer en guerre. Une entité inexistante n'avait pas besoin d'un drapeau pour se représenter. Ces sentiments ont fait l'objet d'une controverse parmi la population britannique d'Afrique du Sud au milieu d'un débat déjà controversé sur le drapeau.

## Dessins courants de drapeaux pour l'Empire

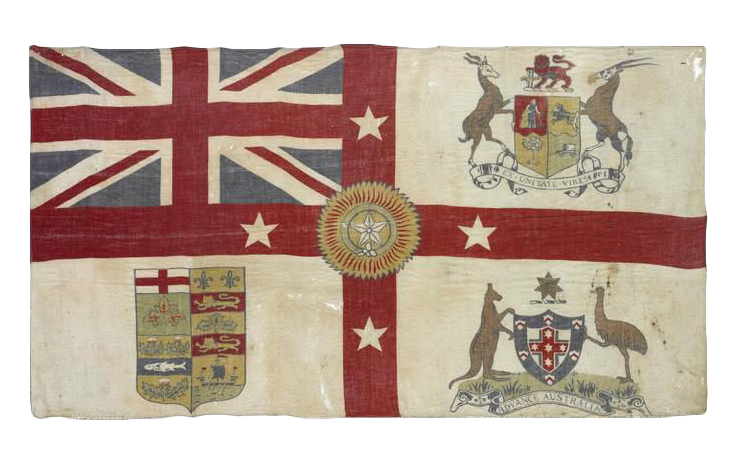
Un drapeau de l'Empire qui fut parmi les premiers à utiliser le design à partir de 1910.

Malgré l'échec de la création d'un drapeau officiel de l'Empire, un dessin non officiel présentant une forte similitude avec la proposition initialement décrite par le Daily Express en 1902 est devenu populaire parmi le public dans l'entre-deux-guerres. Ce drapeau était un White Ensign comportant les symboles des dominions. Le Canada était représenté par l'écu de ses armoiries en bas à gauche. Les armoiries de l'Afrique du Sud étaient placées en haut à droite et les armoiries de l'Australie en bas à droite. Les quatre étoiles sur la croix représentaient la Nouvelle-Zélande et l'étoile de l'Inde était placée au centre. On ne sait pas comment ce drapeau est né. Ce dessin n'a pu être adopté qu'après le 17 septembre 1910, lorsque l'Afrique du Sud a obtenu ses armoiries. La Nouvelle-Zélande n'a adopté ses armoiries que le 26 août 1911, et elles semblent absentes du dessin. La plupart de ces drapeaux ont été conçus dans les proportions de 1:2 en taille réelle ou de 2:3 pour les formats portatifs plus petits, mais des exemples de modèles 3:5 et 5:8 existent également.

Reconstructions de variantes de drapeaux de l'Empire
Original d'après un blason a été accordé à l'Afrique du Sud (de 1910 à 1921).
Variante australienne comportant une couronne autour des armoiries du Canada (1921).
Le Canada adopte de nouvelles armoiries pour remplacer son cloisoinement des provinces (de 1921 à 1930).
Armoiries sud-africaines mises à jour et couleurs erronées pour l'Australie (de 1930 à ?).

Différentes variantes de chaque blason avaient été présentées en fonction de l'année de fabrication de chaque drapeau. Cela peut être vu dans les armoiries du Canada qui ont changé après l'adoption d'un nouveau dessin en 1921. On ne sait pas pourquoi les armoiries australiennes initialement utilisées n'ont jamais été mises à jour après avoir été remplacées en 1912, mais le dessin de 1908 a reçu un changement, dans des couleurs au cours des années suivantes qui n'ont pas été observées ailleurs. Il semble également qu'il y ait eu une variante du drapeau de l'Empire datant de 1921, unique à l'Australie. Il comportait une couronne de feuilles d'érable et de chêne autour des armoiries du Canada, une étoile de l'Inde beaucoup plus petite et une croix du saint Georges décentrée. De plus, les armoiries canadiennes semblent être un modèle utilisé de 1873 à 1907 en raison de l'absence visible de la Saskatchewan et de l'Alberta. Cette variante du drapeau a été déployée à l'origine lors du dévoilement du mémorial de guerre de Dangarsleigh (en) en 1921. Des reconstitutions modernes d'un drapeau de l'Empire utilisant les armoiries du Canada d'après 1921 et de l'Afrique du Sud d'avant 1930 ont également été réalisées.

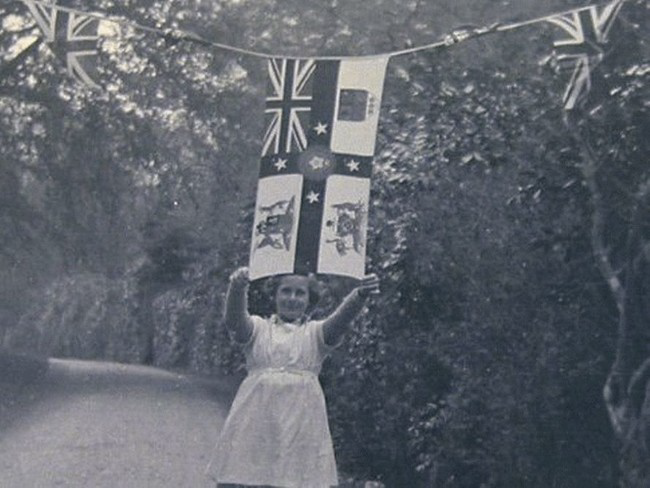
Une photo d'une jeune fille tenant un drapeau de l'Empire sous la forme d'un banderole de rue.

On pense le plus souvent que le drapeau a été utilisé pour des événements tels que l'Exposition impériale britannique en guise de démonstration patriotique. Un spécimen est conservé dans la collection des drapeaux canadiens (en) et il est le plus souvent attribué à l'édition de 1924 de cette dernière. Cependant, il n'est pas clair si le drapeau a été conçu spécifiquement pour ces événements. L'exposition de l'Empire britannique aurait pu être le lieu d'origine de la variante de 1921, puisqu'elle a eu lieu après que le Canada ait adopté ses nouvelles armoiries, mais cet événement particulier visait « à permettre à tous ceux qui doivent allégeance au drapeau britannique de se retrouver sur un terrain d'entente » et apprendre à se connaître ». L'introduction d'un nouveau drapeau de l'Empire va à l'encontre de cette affirmation, et la plupart des drapeaux de l'exposition représentaient simplement des Union Jack dégradés par des portraits du monarque. De plus, le compartiment vert des armoiries sud-africaines, souvent présent sur les drapeaux attribués à l'exposition de l'Empire britannique, n'a été officiellement adopté par le pays que bien plus tard, en 1930. Compte tenu du calendrier des mises à jour apportées au drapeau de l'Empire, il est beaucoup plus il est plus probable que la plupart étaient destinées à des événements royaux, comme des sacres.
La date la plus ancienne où le drapeau de l'Empire aurait pu être conçu se situe juste avant le couronnement de George V en 1911. Il peut également avoir été créé pour la conférence impériale qui se tenait au même moment et pour d'adoption d'un Empire. Le drapeau était initialement destiné à faire partie de l'ordre du jour de la réunion. En outre, de nombreux événements marquent des moments possibles dans le temps où le design actualisé des années 1930 aurait pu proliférer pour la première fois. L'un des premiers candidats est l'adoption du statut de Westminster de 1931. Le jubilé d'argent de George V (en) a eu lieu en 1935. Enfin, il y a eu le couronnement de George VI, qui a eu lieu en 1937.

## Utilisations enregistrées des drapeaux de l'Empire

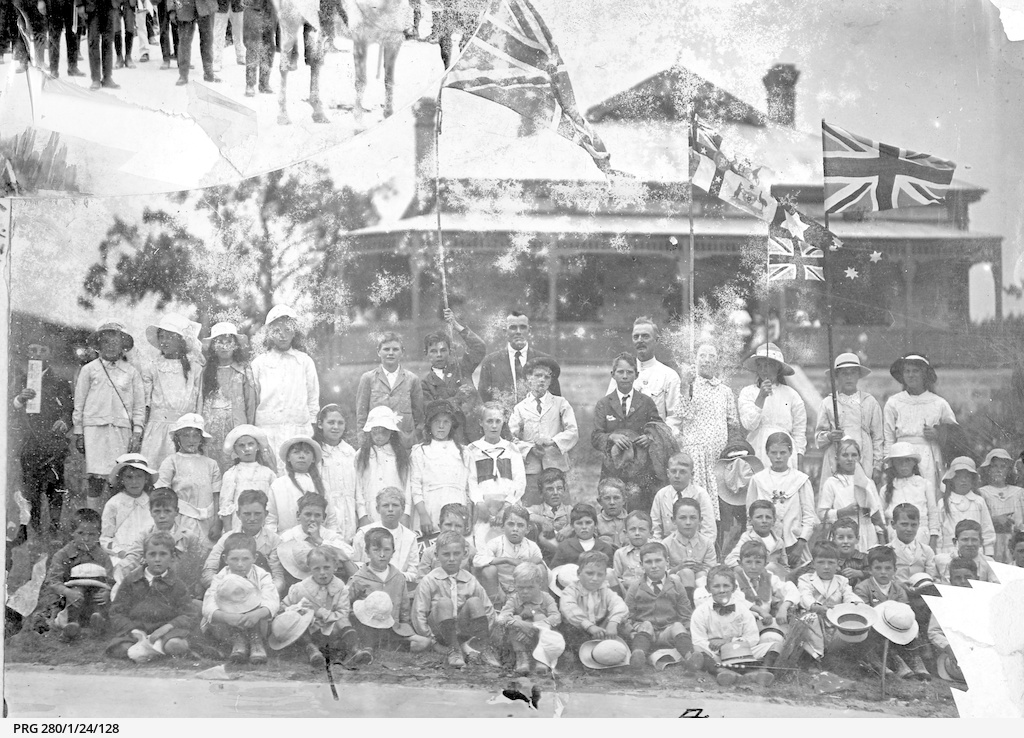
Procession patriotique dans une école en Australie avec le drapeau de l'Empire.

Malgré leurs origines peu claires, les drapeaux de l'Empire sont apparus dans de nombreux endroits. De nombreuses maisons, monuments commémoratifs et écoles de tout l'Empire britannique pouvaient être vus avec ces appareils. Le drapeau était disponible dans différentes tailles et divers formats, ce qui indique que de nombreux fabricants les produisaient. Un drapeau de l'Empire catalogué dans les collections victoriennes aurait été fabriqué spécifiquement en Angleterre. Les collections victoriennes contiennent également une entrée pour un drapeau de l'Empire de 1910 répertorié par la Lara (en) de la Returned and Services League of Australia comme drapeau du Commonwealth de la Première Guerre mondiale. Un autre drapeau daté de 1910 peut-être trouvé dans les guides de prix Carter pour les antiquités et les objets de collection, et il est simplement désigné comme un dessin australien plutôt que comme un dessin pour l'Empire dans son ensemble. Une photographie de 1919 d'Aldgate conservée par la Bibliothèque d'État d'Australie du Sud (en) montre des écoliers arborant un certain nombre de drapeaux britanniques pour une procession patriotique, et le drapeau de l'Empire peut être repéré parmi eux.

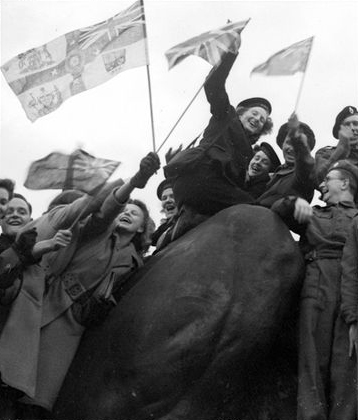
Drapeau de l'Empire vu en première page du Daily Mirror le jour de la Victoire en Europe.

Le National Maritime Museum de Londres présente un drapeau de l'Empire post-1930 dans une collection contenant de nombreux autres drapeaux historiquement arborés en mer. Il est possible qu'il ait été utilisé comme drapeau maritime (en), car le musée l'identifie comme une sorte de White Ensign. En 1939, une lettre à l'éditeur publiée dans The Vancouver Sun faisait état de l'observation d'un drapeau de l'Empire lors de la tournée royale au Canada en 1939 (en). Ils ont parlé d'un White Ensign dégradé par l'emblème de l'Inde au milieu, du Canada en bas à gauche, de l'Australie en bas à droite et de l'Afrique du Sud en haut à droite. Sa description correspondait au design populaire de 1910, que l'auteur décrivait comme « extrêmement jolo et approprié à l'occasion ». Ils voulaient savoir si elle avait un statut officiel ou si elle était conçue simplement comme décoration. Néanmoins, ils pensaient que le drapeau semblait authentique dans son rôle. À l'occasion du 8 mai 1945, The Daily Mirror a publié sur sa première page une photographie représentant le drapeau de l'Empire. Il est piloté par une femme à Trafalgar Square, célébrant la victoire alliée avec une grande foule. Après l'opération Tiderace des forces japonaises en 1945, les prisonniers de guerre détenus au camp de Changi ont signé leur nom sur un drapeau de l'Empire après avoir été libérés. Les soldats australiens représentaient la majorité des prisonniers. Le drapeau original de l'Empire portant leurs signatures est actuellement en possession du mémorial australien de la guerre à Canberra. Les drapeaux de l'Empire ont également été utilisés partout au Canada pendant la Seconde Guerre mondiale.

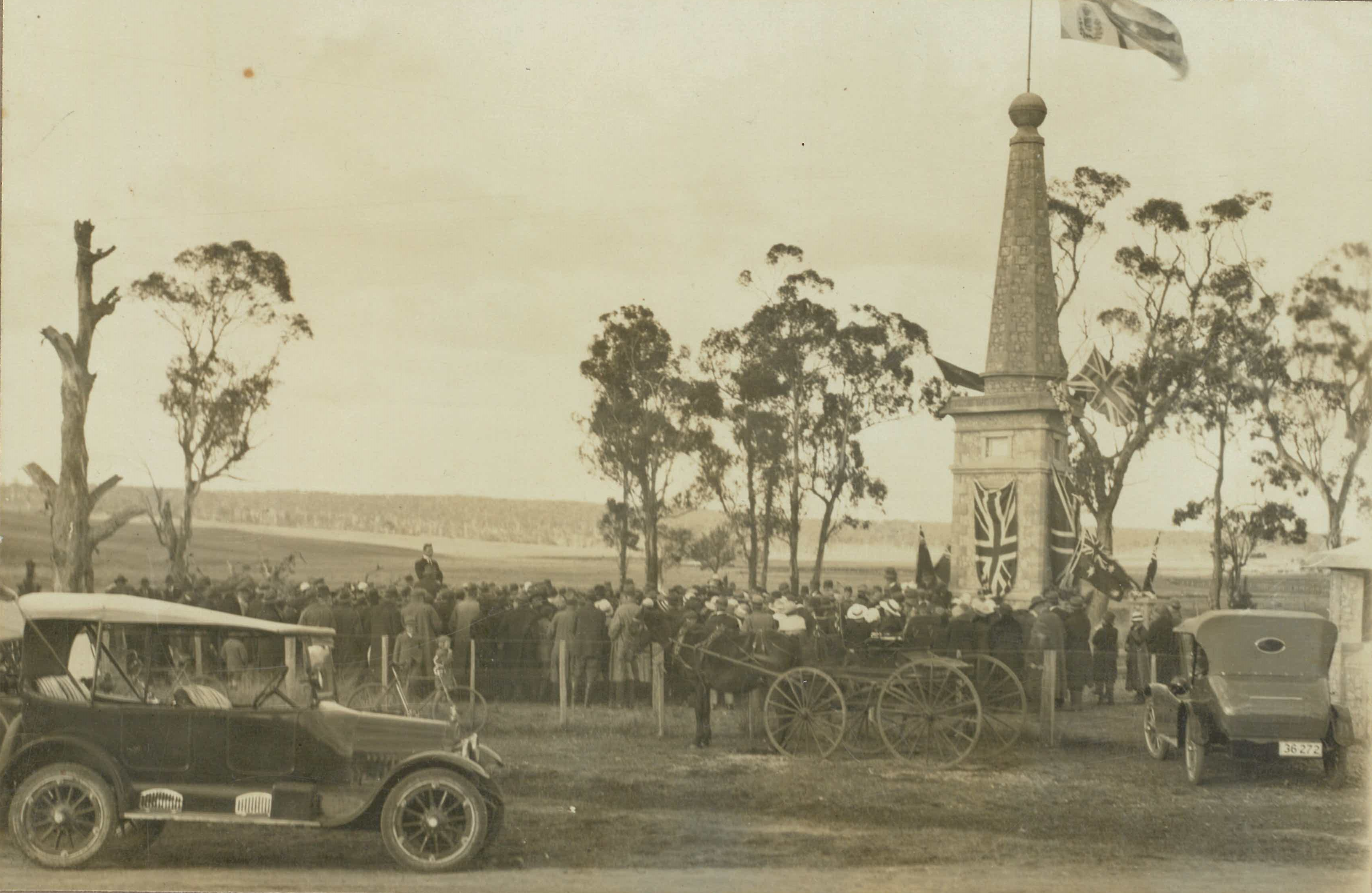
Drapeau de l'Empire photographié au sommet du mémorial de guerre de Dangarsleigh.

Le drapeau de l'Empire est encore utilisé aujourd'hui au Dangarsleigh War Memorial en Nouvelle-Galles du Sud pour des occasions spéciales. Il a été inauguré pour la première fois le jour de l'Empire de 1921 avec le drapeau hissé au-dessus du monument. En dessous se trouvaient le drapeau du Royaume-Uni (représentant l'Angleterre) et les étendards royaux de l'Écosse et de l'Irlande. Sur les piliers autour du monument se trouvaient les enseignes du Canada, de l'Australie, de la Nouvelle-Zélande, de l'Afrique du Sud et de l'Inde. Le drapeau de l'Empire, appelé drapeau de l'Empire-Uni dans certains articles de l'époque, représentaient les huit pays figurant sur le mémorial réunis en un seul. Le concepteur, un éleveur nommé Alfred Haroldson Perrott, voulait honorer tous les soldats de l'Empire qui ont combattu et sont morts en Europe aux côtés de son défunt fils. Lors d'une célébration du centenaire en 2021, un drapeau de l'Empire a de nouveau survolé le mémorial. Il présentait des motifs plus anciens pour les armoiries, correspondant à ceux utilisés lors du dévoilement original. C'est l'un des rares endroits au monde où le drapeau de l'Empire aurait flotté à titre officiel, et le monument semble même avoir été conçu en pensant à son utilisation, car il occupe une position proéminente.